# Georginio Wijnaldum
Georginio “Gini” Gregion Emile Wijnaldum (født 11. november 1990 i Rotterdam, Holland) er en hollandsk professionel fodboldspiller, som spiller for Saudi Pro League-klubben Al-Ettifaq og Hollands landshold.
Han spiller tilbagetrukket 8´er. Han spillede for Liverpool i perioden 2016 til 2021, før det spillede han i Newcastle United F.C. som han skiftede til fra PSV Eindhoven i 2015. Med PSV Eindhoven vandt han i 2012 den hollandske pokalturnering. Inden sit skifte til PSV spillede han for ligarivalerne Feyenoord, som han også blev pokalmester med, i 2008.

## Landshold
Wijnaldum står (pr. august 2021) noteret for 79 kampe og 25 scoringer for Hollands landshold, som han debuterede for 2. september 2011 i en EM-kvalifikationskamp mod San Marino, hvor han også scorede sit første landskampsmål, efter kun fire minutter på banen.

## Titler
Feyenoord
- KNVB Cup: 2007–08[1]

PSV
- Eredivisie: 2014–15[2]
- KNVB Cup: 2011–12[3]
- Johan Cruyff Shield: 2012[4]

Liverpool
- Premier League: 2019–20[5]
- UEFA Champions League: 2018–19[6]
- UEFA Super Cup: 2019[7]
- FIFA Club World Cup: 2019[8]

Holland
- FIFA World Cup tredje plads: 2014[9]